# Storia della lingua bulgara
La storia della lingua bulgara può essere divisa in quattro maggiori periodi:
- Periodo iniziale, dal tempo dei primi bulgari slavi fino al tardo IX secolo
- Antico bulgaro, dal tardo IX secolo fino al XII secolo
- Medio bulgaro, dal XII al XV secolo
- Bulgaro moderno, dal tardo XVI secolo fino ad oggi.

Il bulgaro viene attestato come lingua scritta alla fine del IX secolo, cioè dal tempo dell'antico bulgaro.

## Antico bulgaro
L'antico bulgaro fu il primo periodo letterario nello sviluppo della lingua bulgara. Può essere descritta come una lingua estremamente sintetica, con un sistema di declinazioni molto ricco. Viene attestato grazie ad un buon numero di manoscritti della fine del X secolo e dell'inizio dell'XI secolo realizzati alla scuola letteraria di Preslav e di Ocrida o da altri centri letterari minori intorno ad esse. Serviva da mezzo per una ricca attività letteraria, soprattutto tra il IX ed il X secolo, con scrittori come Costantino di Preslav, Giovanni Esarca, San Clemente di Ocrida, Černorizec Hrabăr e  Naum di Preslav (Naum di Ocrida). Nessun originale delle opere originali di questi autori si è però conservato, tutte sono pervenute all'era moderna attraverso copie posteriori.

### Nome
Il nome "antico bulgaro" venne largamente usato nel tardo XIX secolo e nella prima metà del XX secolo come sinonimo di antico slavo ecclesiastico, per descrivere la lingua letteraria usata da numerosi popoli slavi dal IX al XII secolo. Anche se "antico bulgaro" viene ancora usato come sinonimo di questa antica lingua panslava, la tendenza è oggi quella di usare questa denominazione per la lingua dei manoscritti del primo impero bulgaro (ossia le recensioni bulgare in antico slavo ecclesiastico), escludendo le varianti usate al di fuori di questo stato.

### Caratteristiche
L'antico bulgaro viene caratterizzato da un vari tratti fonetici, morfologici, sintattici e lessicali (alcuni dei quali sono condivisi con le altre lingue slave, ed altri, come i riflessi di *tj ([t']) e *dj ([d']), sono tipici solo del bulgaro:
- Fonetica:
  - articolazione molto aperta della vocale jat (Ѣ); in origine rimase a lungo ben conservata nell'arcaico dialetto bulgaro dei monti Rodopi
  - Riflessi proto-slavi di *tj ([t']) e *dj ([d']):

| Proto-slavo | Antico slavo ecclesiastico | Bulgaro | Ceco | Macedone | Polacco | Russo | Slovacco | Sloveno | Serbo |
| ----------- | -------------------------- | ------- | ---- | -------- | ------- | ----- | -------- | ------- | ----- |
| *dʲ         | ʒd                         | ʒd      | z    | gʲ       | ʣ       | ʒ     | ʣ        | j       | ʥ     |
| *tʲ         | ʃt                         | ʃt      | ʦ    | kʲ       | ʦ       | ʨ     | ʦ        | ʧ       | ʨ     |
| *gt/kt      | ʃt                         | ʃt      | ʦ    | kʲ       | ʦ       | ʨ     | ʦ        | ʧ       | ʨ     |

- - Uso di [ra-] e [la-] al posto dei proto-slavi [õr-] e [õr-]
  - Uso di [s] al posto del proto-slavo [ch] prima del protoslavo [åi]
  - Uso di [cv-], [dzv-] al posto del proto-slavo [kv'-], [gv'-]

- Morfosintassi:
  - Uso del dativo di possesso con i pronomi personali e con i nomi: рѫка ти; отъпѹщенье грѣхомъ;
  - Costruzione di un futuro descrittivo mediante l'uso del verbo хотѣти;
  - Uso della forma comparativa мьнии (più piccolo) per indicare "più giovane".
  - Uso dei pronomi dimostrativi come suffissi (тъ, та, то). Da questo uso si svilupperanno in seguito gli articoli determinativi.

- Ortografia:
  - La [ы] e la [ꙑ] originali si fusero in un'unica [ы]
  - A volte l'uso della lettera 'Ѕ' (dz) venne unificato con quello della 'З' (z)
  - Le forme verbali naricają, naricaješi vennero sostituite o alternate con naričą, naričeši

- Lessico:
  - Uso di parole di origine proto-bulgara (cioè turca), come кумиръ, капище, чрьтогъ, блъванъ, etc.

## Medio bulgaro
Tra il XII ed il XV secolo la struttura della lingua bulgara cambiò quasi radicalmente. Pochi di questi cambiamenti si possono osservare negli scritti di quell'epoca poiché la tendenza verso l'arcaicismo, guidata dal desiderio di preservare la purezza della tradizione cirillo-metodiana, era forte. Ad ogni modo i cambiamenti a cui andò incontro il bulgaro furono troppo grandi per venire sempre nascosti; in molti manoscritti di questo periodo ci sono tracce dell'influenza della lingua parlata. Molti dei tratti caratteristici del medio bulgaro già cominciarono ad apparire nell'antico bulgaro, ma raggiunsero la piena affermazione nella lingua parlata solo dopo il XII secolo.
Le caratteristiche fonetiche del medio bulgaro includono i cambiamenti delle vocali nasali, che persero il loro elemento nasale nella maggior parte dei dialetti bulgari. La frequente confusione delle lettere per la vocale nasale anteriore e quella posteriore suggerisce che le due vocali erano ormai foneticamente molto simili. Come in altre lingue slave /y/ divenne /i/ (anche se si pensa che ciò sia accaduto in un periodo più tardo per quanto riguarda il bulgaro). La vocale jat si confuse con la /e/ nei dialetti occidentali, come si nota in alcuni manoscritti dove non solo viene confusa con /e/ ma anche con la lettera della vocale nasale. Nei dialetti orientali la situazione era più complessa, visto come si riflette il trattamento della jat nella moderna lingua letteraria (basata sulla pronuncia orientale), cioè si tramuta in [ja] quando è tonica e si trova prima di una consonante dura, mentre diventa [e] in tutti gli altri casi. Anche per le consonanti le distinzioni est/ovest di durezza o debolezza divennero più chiaramente definite, le consonanti divennero dure soprattutto nelle zone occidentali, mentre i dialetti orientali preservarono l'opposizione duro/debole per la maggior parte delle consonanti.
Per quanto riguarda la morfologia, durante questo periodo si osserva una confusione sempre maggiore delle desinenze dei casi, insieme ad un aumento dell'uso delle preposizioni nella sintassi. Ciò portò alla perdita dei casi (gli studiosi non sono ancora d'accordo se questo sia dovuto con i cambiamenti fonetici come la confusione delle nasali, o solamente all'influsso della lega linguistica balcanica). Tipico inoltre diventa l'uso dei prefissi по- e най- per indicare i gradi comparativi e superlativi dell'aggettivo. Risale poi a questo periodo i primi segni dell'emergere di un articolo determinativo posposto (la prima attestazione è dal Dobrejševo Evangelie (Добрейшево Евангелие): "злыотъ рабъ"). I pronomi relativi antico-bulgari иже, яже ed еже vennero sostituiti dai pronomi interrogativi dotati del suffisso -то: който, която, което.
Si sviluppò una nuova classe verbale con vocale tematica in -a-, che si coniugava come gli antichi verbi atematici sul tipo di имам, имаш, ecc. Un'altra caratteristica di questo periodo è l'emergere di una forma accorciata del marcatore del tempo futuro (ще nella moderna lingua letteraria, ma altri dialetti hanno forme come че e ше, tutte derivanti dalla terza persona singolare del presente del verbo хотети, oggi diventato ща, ma di scarso uso). Appare la forma renarrativa, di cui alcuni studiosi sostengono che abbia origine dal proto-bulgaro, mentre altri la ritengono dovuta all'influenza turca.

## Bulgaro moderno

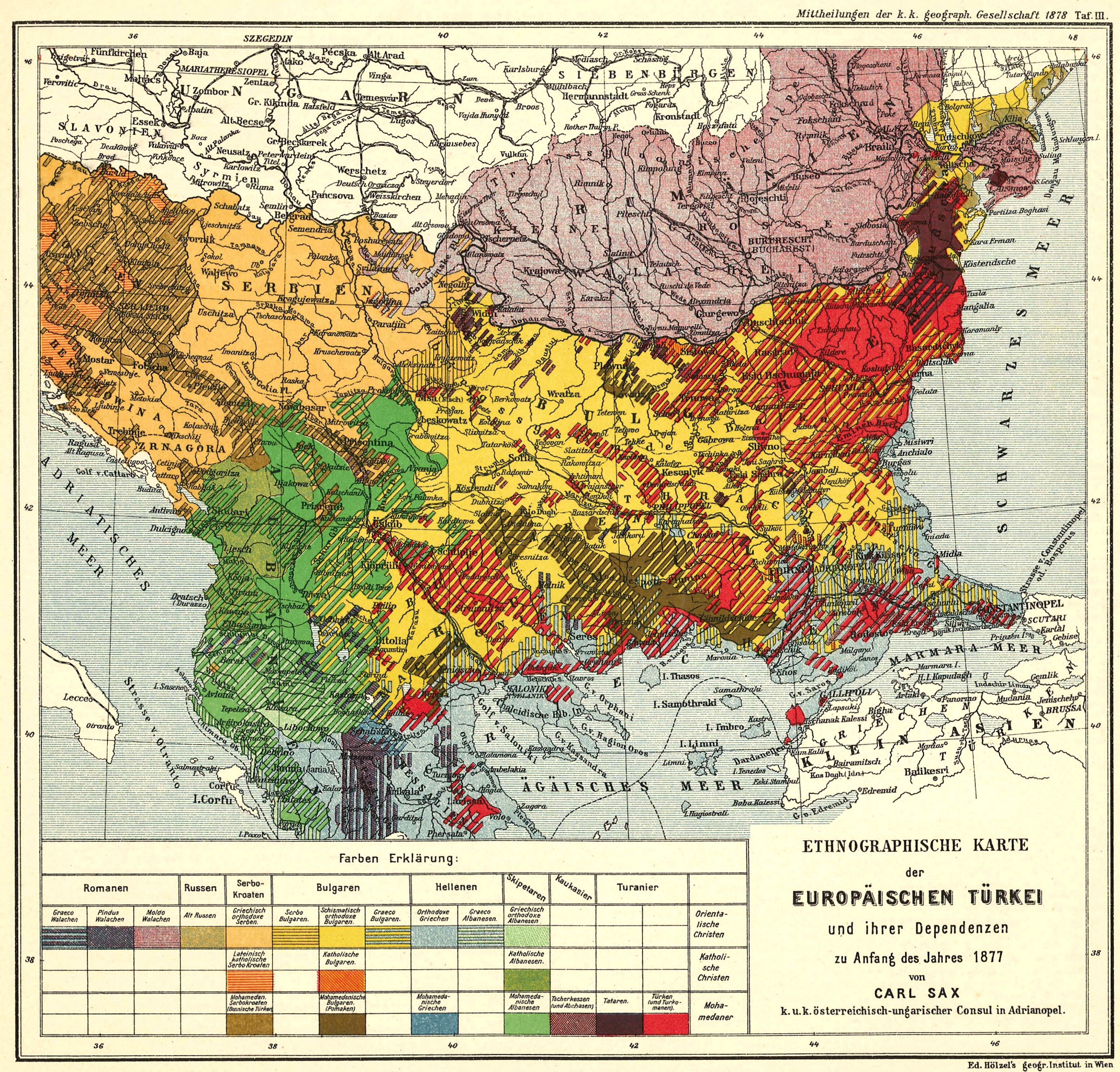
Mappa etnologica del territorio europeo dell'Impero ottomano prima dell'inizio della guerra russo-turca del 1877, opera di Karl Sax, I. e R. al consolato austro-ungarico di Costantinopoli. Società imperiale e regale, Vienna 1878.

Il bulgaro moderno trova le sue radici negli sviluppi che hanno avuto inizio dopo il XVI secolo, in particolare i mutamenti grammaticali e sintattici nel XVII e nel XIX secolo. La lingua bulgara scritta odierna fu codificata nella sua forma standard sulla base del dialetto della Bulgaria centrale.
Il bulgaro, insieme alla lingua macedone di cui è strettamente imparentata (formando insieme il sottogruppo delle lingue slave meridionali orientali), presenta alcune caratteristiche che lo pongono in una posizione separata dalle altre lingue slave: l'eliminazione del sistema di declinazione nominale e dei casi, lo sviluppo di un articolo determinativo in forma di suffisso e la perdita della forma verbale dell'infinito, ma ha conservato ed in seguito sviluppato il complesso sistema verbale del proto-slavo. Si sono inoltre sviluppate forme verbali di tipo testimoniale per esprimere il concetto di non-testimonialità dell'azione riferita.